# 付刚
付刚（1963年—），赫哲族，中华人民共和国政治人物、第十一届全国政协委员。
担任黑龙江省饶河县副县长。2008年，当选第十一届全国政协委员，代表少数民族界，分入第四十九组。